# Oak Hill (Tennessee)
Oak Hill es una ciudad ubicada en el condado de Davidson en el estado estadounidense de Tennessee. En el Censo de 2010 tenía una población de 4.529 habitantes y una densidad poblacional de 219,74 personas por km².

## Geografía
Oak Hill se encuentra ubicada en las coordenadas 36°4′6″N 86°47′35″O / 36.06833, -86.79306. Según la Oficina del Censo de los Estados Unidos, Oak Hill tiene una superficie total de 20.61 km², de la cual 20.3 km² corresponden a tierra firme y (1.5%) 0.31 km² es agua.

## Demografía
Según el censo de 2010, había 4.529 personas residiendo en Oak Hill. La densidad de población era de 219,74 hab./km². De los 4.529 habitantes, Oak Hill estaba compuesto por el 0.1% blancos, el 1.39% eran afroamericanos, el 0.04% eran amerindios, el 1.74% eran asiáticos, el 0% eran isleños del Pacífico, el 0.29% eran de otras razas y el 0.66% pertenecían a dos o más razas. Del total de la población el 1.04% eran hispanos o latinos de cualquier raza.